# Dichrooscytus visendus
Dichrooscytus visendus är en insektsart som beskrevs av Bliven 1956. Dichrooscytus visendus ingår i släktet Dichrooscytus och familjen ängsskinnbaggar. Inga underarter finns listade i Catalogue of Life.